# Nesochthamalus intertextus
Nesochthamalus intertextus är en kräftdjursart som först beskrevs av Darwin 1854.  Nesochthamalus intertextus ingår i släktet Nesochthamalus och familjen Chthamalidae. Inga underarter finns listade i Catalogue of Life.